# A buddhizmus és a pszichológia
A buddhizmus és a pszichológia között elméletben és gyakorlatban egyaránt átfedések vannak. Az előző évszázad folyamán négy kutatási terület alakult ki:
- leíró fenomenológia: a nyugati és a buddhista tudósok egyaránt találtak a buddhista tanításokban részletes önelemző fenomenológiai pszichológiát (elsősorban az Abhidhamma szövegekben).
- pszichoterápiás értelmezés: humanisztikus pszichoterapeuták lehetségesnek tartják, hogy átalakulást és gyógyulást lehet elérni a buddhista nem-dualista megközelítéssel és a megvilágosodás élményével (mint például a zen kensó), amelyek segítségével újra értelmet nyerhet a létezés.
- klinikai használat: kortárs mentális egészségügyi gyakorlók közül egyre többen ismerik el az ősi buddhista gyakorlatokat (például a Tudatosság fejlesztését) empirikusan bizonyított terápiás értékként.
- populáris pszichológia és a spiritualitás: ahogy egyre népszerűbbé vált a pszichológia és összefonódott a spiritualitással, kialakult a modern spiritualitás. Ebben a modern láthatatlan vallásban fontos szerepet kaptak bizonyos buddhista fogalmak is.

## Buddhizmus és a fenomenológiai pszichológia
A buddhizmus megalapítása mintegy két évezreddel megelőzi a pszichológia megjelenését, emiatt a buddhizmus számára a pszichológia modern találmánynak számít. Nyugati szempontból az egyik legelső buddhizmusról szóló pszichológiai értékelést brit indológusok végezték, akik lefordították a théraváda buddhizmus Abhidhamma szövegeit páli és szanszkrit nyelvről angolra. Később olyan elismert vadzsrajána vezetők igyekeztek hosszú munkával egymás mellé helyezni az abhidharmikus pszichológiát és a nyugati empirikus tudományokat, mint Csögyam Trungpa rinpocse vagy a 14. Dalai Láma .

### Az Abhidhamma áttekintése
A legkorábbi buddhista írásokat megőrizték a Tipitaka (páli; szanszkrit: Tripitaka, magyarul Három kosár) szövegei. Ennek a hatalmas gyűjteménynek a harmadik része (vagy pitaka, szó szerint "kosár") az Abhidhamma (páli; szanszkrit. Abhidharma). Bhikkhu Bodhi, a Buddhist Publication Society vezetője a következőképpen foglalta össze az Abhidhammát:

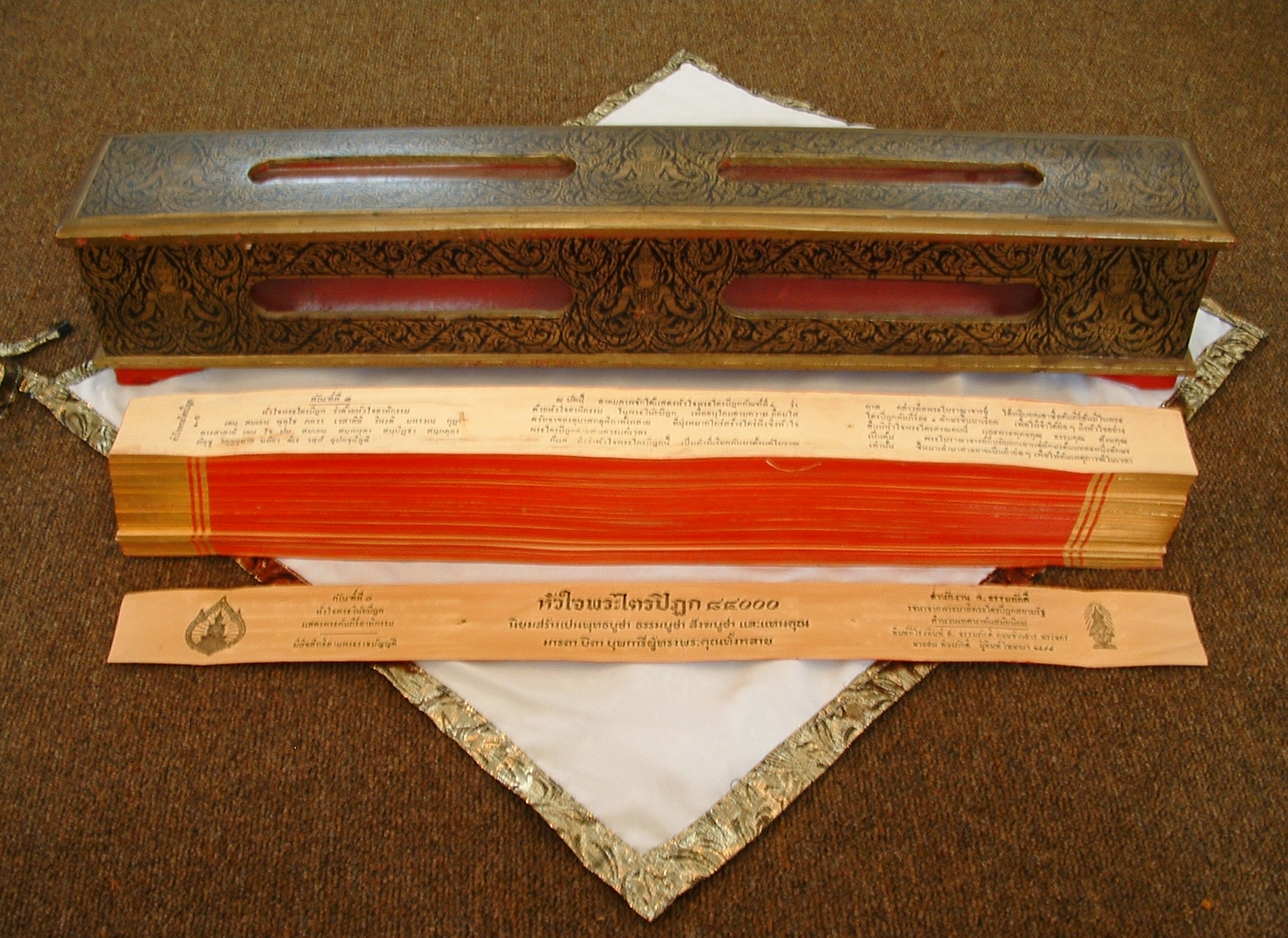
A thai nyelvű Tipitaka hagyományos fa léceken.

"Az Abhidhamma-pitaka által megformázott rendszer egyszerre filozófia, pszichológia és etika, amelyek a megszabadulás programjának keretébe lettek beépítve... Az Abhidhamma a valóság természetét hivatott megismerni és ellentétben a nyugati klasszikus tudományokkal, nem egy semleges megfigyelő nézőpontjából, aki a külső világot szemléli. Az Abhidhamma egyetlen dologra koncentrál, hogy megértesse a tapasztalás természetét, azaz a tudat valóságát.... Emiatt az Abhidhamma filozófiai vállalkozása inkább egyfajta fenomenológiai pszichológia. Azért, hogy a megtapasztalt valóság megértését megkönnyítse, megkísérli a tudat olyan jellegű részletes elemzését, ahogyan az a befelé figyelő meditáció során jelentkezik. A tudatot különböző típusú osztályokra bontja és meghatározza mindegyiknél a hozzátartozó tényezőket és funkciókat, összepárosítja őket a saját tárgyukkal és pszichológiai alapjukkal. Ezen felül megmutatja azt is, hogy az egyes tudatfajták hogyan csatlakoznak egymáshoz és az anyagi valósághoz, amelyekkel létrehozzák a tapasztalás folyamatát."
Az Abhidhamma fenomenológiai-pszichológiai aspektusának felismerése a nyugati világ számára mintegy száz évvel ezelőtt kezdődött, a brit indológusok munkájával.

### Rhys Davids korai tudományossága (1900)

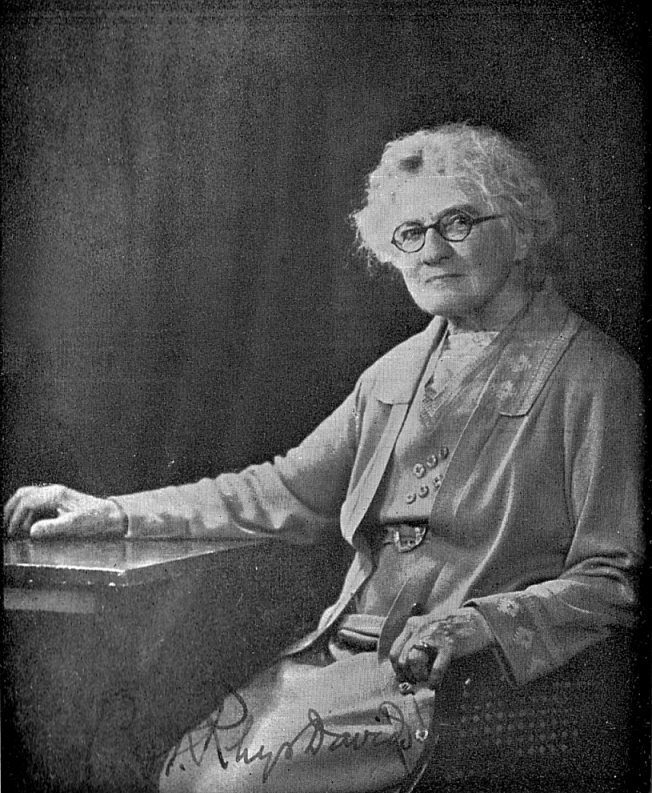
Caroline Augusta Foley Rhys Davids volt az egyik legelső, aki pszichológus szemmel írt a buddhista kanonikus szövegekről.

1900-ban Caroline Augusta Foley Rhys Davids indológus a Pali Text Society közreműködésével kiadta az théraváda Abhidhamma első könyvének (Dhammaszangani) fordítását, amelynek a "A pszichológiai etika buddhista kézikönyve" (Buddhist Manual of Psychological Ethics) címet adta.

### Trungpa Rinpocse és a Naropa Intézet (1974)
Csögyam Trungpa az 1975-ös Az Abhidharma pillantásai című könyvében kifejti, hogy több modern pszichológus rájött, hogy az Abhidhamma felfedezései és magyarázatai egybeesnek a saját felfedezéseikkel és új elképzeléseikkel, mintha csak a 2500 évvel ezelőtti tanokat most újra kitalálták volna.
Trungpa Rinpoche könyvében részletesen leírja az ezredmásodpercek alatt lejátszódó fenomenológiai sorozatokat, amellyel egy érzés tudatossá válik. Ehhez az "öt aggregátum" buddhista koncepcióját használta.
1974-ben Trungpa rinpocse megalapította a Naropa Intézetet (ma Naropa Egyetem. 1975 óta ebben az intézményben diplomát lehet szerezni "kontemplációs pszichológia" területen.

### A Dalai Láma és a "Tudat és Élet" (Mind and Life) párbeszédek (1987)
1987 óta, majdnem harminc éve találkozik 1-2 éves rendszerességgel a 14. Dalai Láma nyugati tudósokkal a "Tudat és Élet" rendezvények alkalmával. A több napos eseményeken buddhista és nyugati tudósok szoktak részt venni. Az értekezések négy fő kutatási területet érintettek eddig: kvantummechanika, pszichológia, neurotudomány és kozmológia. Többféle téma került terítékre: függőség, ökológia, etika, figyelem, neuroplaszticitás, ártó érzelmek, altruizmus, gazdaság stb. Daniel Goleman amerikai pszichológus, újságíró az egyik tudományos találkozóról a következőket írta: 
|  | „Az i.e. 5. században élt Gautama Buddha óta központi fontosságú az őt követő gyakorlók számára a tudat elemzése és működése. A tudatnak ezt az elemzését a Buddha halála utáni ezer év alatt rendszerbe foglalták, amelynek a páli elnevezése Abhidhamma (vagy szanszkrit nyelven Abhidharma - magyarul 'legfelsőbb szintű tan'.... Ma a buddhizmus minden ágának van egy saját verziója ezeknek az alapvető pszichológiai tanításoknak..."” |
|  | |

A buddhizmus nyugati terjedésének egyik legfontosabb alakja a zen tudós D.T. Suzuki volt. Együttműködött Carl Junggal és Erich Fromm-mal, és nagy hatással volt Martin Heidegger filozófusra. Carl Jung írta Suzuki Bevezetés a zen buddhizmusba című könyvének előszavát, amelyet azután közösen adtak ki 1948-ban. 
1957-ben a mexikói Cuernavaca városában Suzuki, Fromm és más pszichoanalitikusok egy workshop keretén belül együttműködtek, amelynek témája "A zen buddhizmus és a pszichoanalízis" volt. 
Fromm azt állította, hogy a 20. század fordulóján a legtöbb pszichoterápiás páciens társadalmi funkcióikat akadályozó egészségügyi tünetekre keresett kezelést. A század közepére azonban a páciensek többségénél megszűntek a látható tünetek, és jól is működtek, viszont egy bizonyos "belső halottságtól" szenvedtek. Suzukit tágabban értelmezve Fromm így ír:
|  | „"a zen annak a művészete, hogy az ember tisztába jöjjön létének természetével; út a szolgaságból a szabadságba; felszabadítja természetes energiáinkat; megóv minket a megbolondulástól és a megrokkanástól; és arra ösztönöz, hogy kinyilvánítsuk a boldogságra és a szeretetre való képességünket. . [...] Azt azonban már nagyobb biztonsággal lehet állítani, hogy a zen ismerete és az iránta való érdeklődés igen termékenyítő és megvilágító hatással lehet a pszichoanalízis elméletére és technikájára. A zen, bármennyire különbözik is módszerében a pszichoanalízistől, élesebbé teheti a képet, új megvilágításba helyezheti a belátás természetét, és növelheti a fogékonyságot az iránt, hogy mit kell látni, mi lehet kreatív, mi győzheti le az érzékszennyeződést és a hamis intellektualizációt, a szubjektum és objektum meghasadásán alapuló tapasztalat szükségszerű velejáróját."” |
|  | |

David Brazier brit pszichoterapeuta ötvözi a pszichoterápiát a buddhizmussal. Brazier a négy nemes igazság fogalmaira különböző fordításokat használ, amelyek új értelmezéseket tesznek lehetővé. Aszamudhaja és nirodha általános fordításai "eredet" és "megszűnés". A dukkha "szenvedésként" való fordításával ha ezeket összepárosítjuk, akkor a szenvedés okozati magyarázatát kapjuk, valamint az lesz a benyomásunk, hogy azt teljesen meg is lehet szüntetni. David Brazier tehát a következő meghatározásokat adja a négy nemes igazságra:
1. Dukkha: a létezés tökéletlen, mint egy pontatlan kerék, amely menés közben nyolcast ír le;
2. Szamudhaja: a szenvedéssel együtt lép fel a tanhá, szomj: elégedetlenség azzal, ami van és a sóvárgás, hogy az élet lehetne más, mint ami. Ez a sóvárgás bebörtönöz, ha a valóságot nem úgy látjuk, ahogy az van, azaz tökéletlen és folyamatosan változó;
3. Nirodha: a sóvárgás megszüntethető, ha a valóságot olyannak látjuk amilyen, így a tökéletlenségből fakadó szenvedés megszűnik;
4. Marga: ez a megszüntetés lehetséges a nemes nyolcrétű ösvény módszerével [9]

Mark Epstein a négy nemes igazságot a Donald Winnicott által leírt elsődleges narcizmushoz hasonlítja, amely az igaz és hamis szelf elméletében szerepel. Az első igazság kiemeli a narcisztikus önbecsülés megaláztatásának elkerülhetetlenségét. A második igazság arról az alapvető szomjúságról szól, amely elkerülhetetlenné teszi a megaláztatást. A harmadik igazság megszabadulást ígér azáltal, hogy kifejleszthető a realisztikus önkép. A negyedik igazság pedig megadja a módszert, miképp érhető ez el.

## Buddhista technikák klinikai környezetben

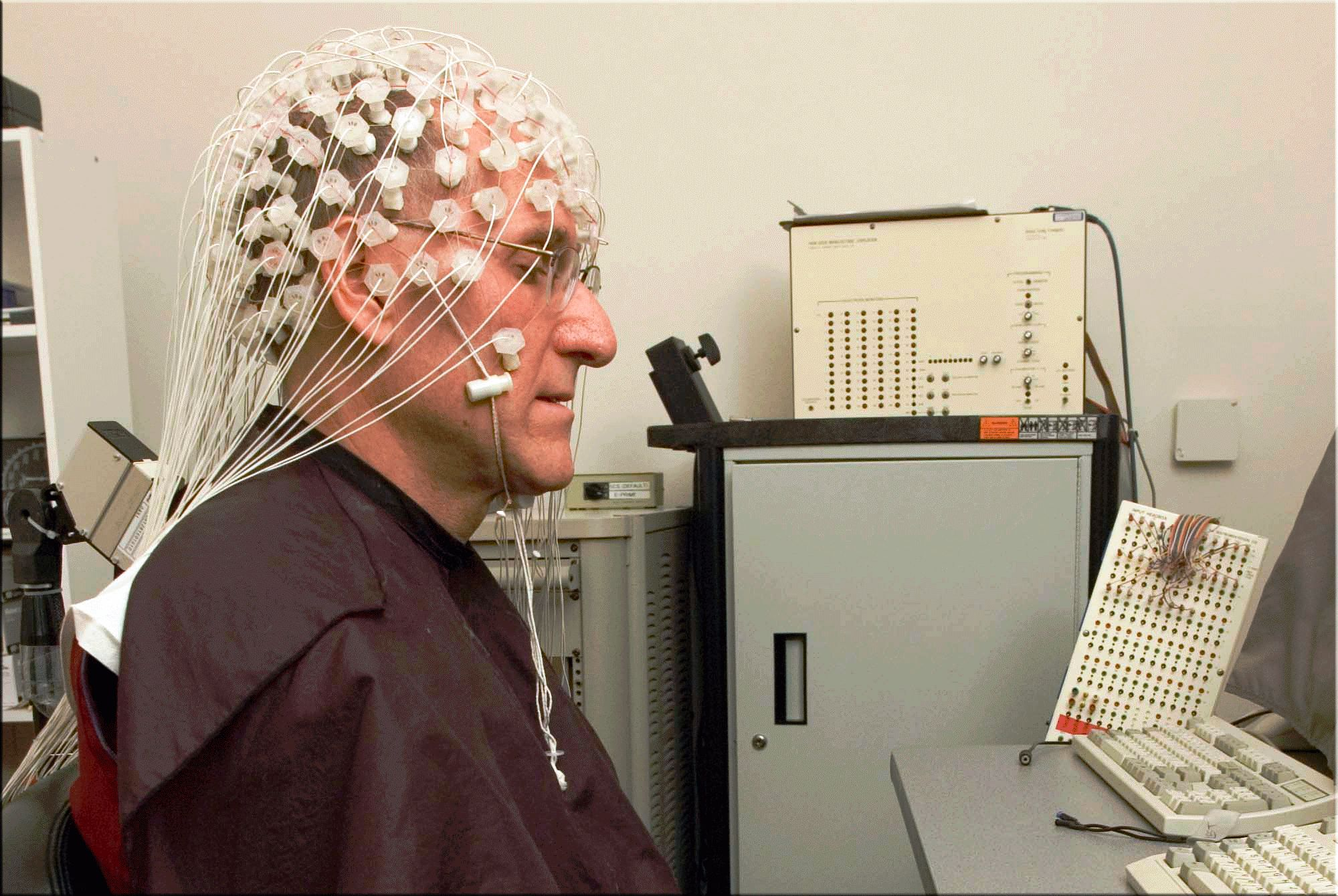
Barry Kerzin, amerikai orvos professzor és buddhista szerzetes meditációt végez, miközben EEG (elektroenkefalográfia) teszttel vizsgálják egy MLI neurotudományos kutatás során

A nem-buddhisták a világ minden táján már több mint ezer éve használják a buddhista gyakorlatokat. Újabban a nyugati klinikai pszichológusok, teoretikusok és kutatók beépítettek buddhista gyakorlatokat széles körökben alkalmazott pszichoterápiákba. A buddhista tudatosság gyakorlatát kifejezetten széles körben alkalmazták pszichológiai kezelések során. A személyes szenvedéssel szemben a kognitív újrarendezéssel foglalkozó pszichoterápiák fő irányelvei megegyeznek az ősi buddhista ellenszernek.

### Tudatosság gyakorlatok
Fromm megkülönböztet kétféle meditációs technikát, amelyeket a pszichoterápiában alkalmaznak:
1. autoszuggesztió – relaxáció serkentéséhez,
2. meditáció "egy magasabb fokú nem-ragaszkodás, nem-kapzsiság, vagy nem-illúzió eléréséhez – röviden, egy magasabb szintű létezés eléréséhez (p. 50).

Ez utóbbi technikát Fromm a buddhista tudatosság gyakorlatával azonosította.
A buddhista technikákat használó két legnépszerűbb terapeutás gyakorlat Jon Kabat-Zinn tudatosság alapú stresszredukciója (MBSR) és Marsha M. Linehan dialektikus viselkedésterápiája (DBT). További tudatosságot használó terápia még Steven C. Hayes elfogadás és elköteleződés terápiája (ACT) és a Tudatosság alapú kognitív terápia (MBCT) (Segal et al., 2002).

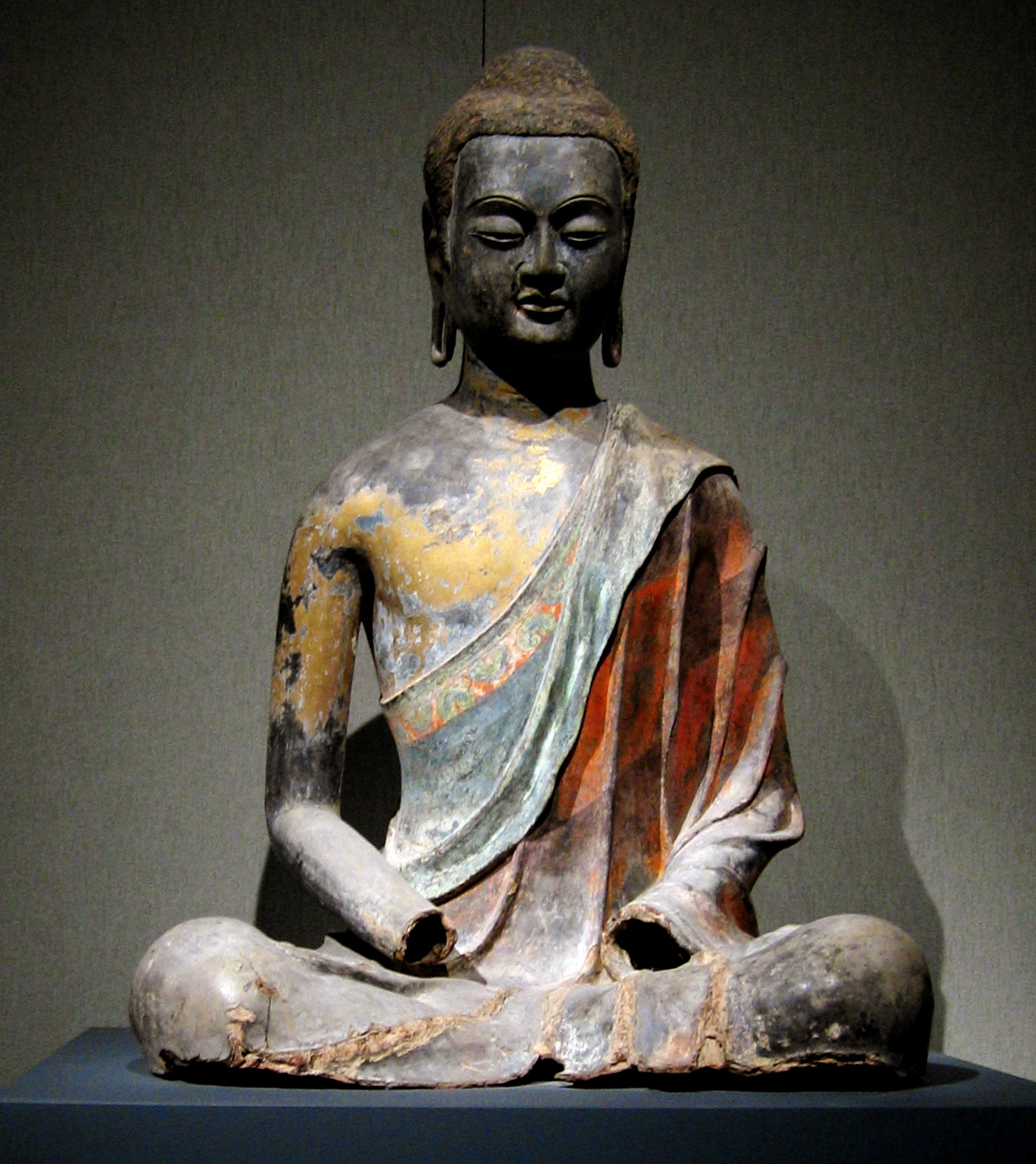
Klinikus kutatók arra jutottak, hogy a buddhista tudatosság gyakorlatok segítenek megszüntetni a szorongást, depressziót és bizonyos személyiségi rendellenességeket.

#### Tudatosság alapú stresszredukció (MBSR)
Kabat-Zinn kifejlesztett egy nyolchetes MBSR programot, amelyhez tíz éven keresztül végeztek méréseket több mint négyezer páciens bevonásával a Massachusetts Orvosi Központ egyetemén. Az MBSR programot Kabat-Zinn a következőképpen jellemzi:
|  | „Ez a munka mindenekelőtt azzal jár, hogy szabályosan és fegyelmezetten gyakoroljuk a pillanatról-pillanatra való éberséget vagy tudatosságot, a tapasztalásaink minden pillanatának teljes birtoklását, legyen az jó, rossz, vagy csúnya. Ez a teljes katasztrófa megélésének a lényege.” |
|  | |

Kabat-Zinn egykori zen gyakorlóként a következőket írja:
|  | „Mivel én a tudatosságot gyakorlom és tanítom, az a visszatérő tapasztalatom, hogy az emberek gyakran azt feltételezik, hogy én buddhista vagyok. Amikor megkérdezik azt szoktam válaszolni, hogy nem (annak ellenére, hogy volt olyan időszakom az életemben amikor így vélekedtem magamról, képeztem magam és most is képzem magam és nagyon becsülöm és szeretem a különböző buddhista hagyományokat és gyakorlatokat), csak a buddhista meditáció tanulója vagyok, elszánt, nem amiatt, hogy buddhista lennék, hanem azért mert úgy találtam, hogy ezek a tanítások és gyakorlatok annyira alapvetőek és egyetemesen alkalmazhatóak és gyógyítóak"” |
|  | |

#### Dialektikus viselkedésterápia (DBT)
A dialektikus viselkedésterápia (Dialectical behaviortherapy, DBT) egy széles alapokon nyugvó kognitív viselkedésterápia borderline (érzelmileg labilis, l. még Borderline személyiségzavar) személyiségek számára. Az egyéni pszichoterápiát és csoportos pszichoszociális készségfejlesztést kombináló DBT-t Marsha M. Linehan amerikai pszichológus dolgozta ki. Célja az érintett személyek legsúlyosabb mindennapos problémáinak viszonylag gyors és hatékony enyhítése, kezelhetővé tétele. Ezt szolgálja az ellentétes érzelmek és késztetések ún. "dialektikus" egységként való kezelése, valamint a hiányos vagy sérült lelki készségek négy készségblokkban történő fejlesztése. Az egyes blokkok (1) keleti meditációs technikákból átvett éberségi gyakorlatok: a belső élmények ítélkezésmentes tudatosítása (tudatos belső figyelem) mely erősíti az érzelmek megfigyelésének képességét (elfojtás helyett), (2) a társas kommunikáció hatékonyságának növelését, (3) az érzelemszabályozás javítását, ez a depresszió, szorongás, félelem, harag, és a poszttraumás stressz irodalmából származó viselkedésterápiás stratégiák valamint (4) a feszültségtűrés, érzelmi szenvedés elviselésének készsége valamint a kríziskezelés képességének fejlesztését célozzák.

A megjelenése idejében a DBT volt az első, klinikai vizsgálatokkal is igazolt hatékony terápia borderline személyiségű betegek kezelésében.

#### Elfogadás és elköteleződés terápia (ACT)
Az ACT nem kifejezetten a buddhizmusból alakult ki, hanem a koncepciói gyakran párhozamosak a buddhizmusból és más misztikus hagyományokból vett ideákkal. Ezt a terápiát a létrehozói úgy határozták meg, hogy ebben az "elfogadás és a tudatosság folyamatokat valamint az elköteleződés és viselkedési aktiválásokat használják annak érdekében, hogy pszichológiai rugalmasságot érjenek el".
Az elfogadás és elköteleződés terápiában a tudatosság a pszichológiai rugalmassági modell négy aspektusának a kombinációja: 
1. Elfogadás (nyitottság és elkötelezettség a jelen élmény felé);
2. Kognitív defúzió (a folyamatos gondolatfolyamban való részvétel, az eseményekkel való automatikus kölcsönhatásba-lépés helyett, amelyeket az előítéletek és értelmezések strukturálnak);
3. Kapcsolat a jelen pillanattal (a külső és belső világ jelenének megfigyelése rugalmasan, összefüggően és akaratlagosan);
4. az én transzcendentális értelme vagy "szelf mint szövegkörnyezet" (a tudatnak egy összekötött értelme, amely fenntartja a kapcsolatot a tudat "én/itt/most" részét a kapcsolódó "te/ott/akkor" résszel).[25]

Az ACT négy tudatossági aspektusa ellentmond a relációs keret elméletével (Relational Frame Theory), amely az emberi nyelv egyik pszichológiai elmélete.

### Kognitív újrarendezés
Dr. Albert Ellis, a kognitív viselkedésterápia" (CBT) atyja a következőket írja:
|  | „A racionális érzelmi viselkedésterápia elméletében szereplő több alapelv egyáltalán nem új keletű; valójában néhányat közülük évezredekkel ezelőtt már elmondtak, főleg a görög és római sztoikus filozófusok (úgy mint Epiktétosz vagy Marcus Aurelius) és néhány korai taoista és buddhista gondolkodók (lásd Suzuki, 1956, és Watts, 1959, 1960).” |
|  | |

A buddhizmus szerint például a harag és a rosszakarat alapvető akadályt jelent a spirituális fejlődésben (lásd például az öt akadályt, a tíz béklyót vagy a Klésákat). A harag elfogadott ellenszere a buddhizmusban a szerető kedvességen való elmélkedés (lásd például mettá). Ez hasonlít az egyik CBT technikához, amelyet "érzelmi tréningnek" neveznek. Ellis a következőképpen magyarázza:  
|  | „Gondolj egy nagyon kellemes élményre azzal a személlyel kapcsolatban, akire most haragszol. Amikor a fantáziád segítségével átélsz egy ilyen kellemes élményt - amivel valójában már különösen jót tettél magaddal és intenzív meleg érzéseket közöltél azzal a személlyel az emlékezés segítségével - folytasd ezt a folyamatot. Idézz fel kellemes tapasztalatokat és élményeket és próbáld meg, hogy ezek az érzések felülemelkedjenek az ellenséges érzéseken.” |
|  | |

## Bibliográfia
- American Psychiatric Association (1994). Diagnostic and Statistical Manual of Mental Disorders: DSM-IV — 4th ed. Washington, DC: American Psychiatric Association. ISBN 0-89042-062-9
- Benoit, Hubert (1955, 1995). The Supreme Doctrine. Portland, OR: Sussex Academic Press. Cited in Fromm et al.. (1960). ISBN 1-898723-14-1
- Bhikkhu Bodhi (szerk. (2000). A Comprehensive Manual of Abhidhamma: The Abhidhammattha Sangaha of Ācariya Anuruddha. Seattle, WA: BPS Pariyatti Editions. ISBN 1-928706-02-9. – also online: http://www.accesstoinsight.org/lib/authors/bodhi/abhiman.html
- Brazier, David (2001), The Feeling Buddha, Robinson Publishing
- Davidson, Richard J. & Anne Harrington (eds.) (2002). Visions of Compassion: Western Scientists and Tibetan Buddhists Examine Human Nature. NY: Oxford University Press. ISBN 0-19-513043-X
- Albert Ellis (1962, 1991). Reason and Emotion in Psychotherapy. NY: Carol Publishing Group. ISBN 0-8065-0909-0
- Ellis, Albert (1977, 1997). Anger: How to Live with and without It. Secaucus, NJ: Carol Publishing Group. ISBN 0-8065-0937-6
- Epstein, Mark (2004), Thoughts Without A Thinker: Psychotherapy from a Buddhist Perspective, Basic Books, Kindle Edition
- Mark Epstein (1995). Thoughts without a Thinker: Psychotherapy from a Buddhist Perspective. NY: Basic Books. ISBN 0-465-08585-7
- Erich Fromm, D. T. Suzuki & Richard De Martino (1960). Zen Buddhism and Psychoanalysis. NY: Harper & Row. ISBN 0-06-090175-6
- Fromm, Erich (1989, 2002). The Art of Being. NY: Continuum. ISBN 0-8264-0673-4
- Daniel Goleman (ed.) (1997). Healing Emotions: Conversations With the Dalai Lama on Mindfulness, Emotions, and Health. Boston: Shambhala Publications. ISBN 1-57062-212-4
- Goleman, Daniel (2004). Destructive Emotions: A Scientific Dialogue with the Dalai Lama. NY: Bantam Dell. ISBN 0-553-38105-9
- Gyatso, Geshe Kelsang (2. kiad., 1997) Understanding the Mind: The Nature and Power of the Mind. Tharpa Publications. ISBN 978-0-948006-78-4
- Harrington, Anne & Arthur Zajonc (2006). The Dalai Lama at MIT. Harvard University Press. ISBN 0-674-02319-6
- Hayward, Jeremy W. & Francisco Varela (szerk.) (1992, 2001). Gentle Bridges: Conversations with the Dalai Lama on the Sciences of Mind. Boston: Shambhala Publications. ISBN 1-57062-893-9
- Houshmand, Zara, Robert B. Livingston & B. Alan Wallace (szerk.) (1999). Consciousness at the Crossroads: Conversations with the Dalai Lama on Brain Science and Buddhism. Ithica: Snow Lion Publications. ISBN 1-55939-127-8
- Jon Kabat-Zinn (1990). Full Catastrophe Living: Using the Wisdom of Your Body and Mind to Face Stress, Pain, and Illness. NY: Dell Publishing. ISBN 0-385-30312-2
- Kabat-Zinn, Jon (2005). Coming to Our Senses: Healing Ourselves and the World Through Mindfulness. Hyperion. ISBN 0-7868-8654-4
- Kalupahana, David J. (1992), The Principles of Buddhist Psychology, Delhi: Sri Satguru Publications
- Jack Kornfield (1993). A Path with Heart: A Guide through the Perils and Promises of Spiritual Life. NY: Bantam Books. ISBN 0-553-37211-4
- Marsha M. Linehan (1993a). Cognitive-Behavioral Treatment of Borderline Personality Disorder. NY: Guilford Press. ISBN 0-89862-183-6
- Linehan, Marsha M. (1993b). Skills Training Manual for Treating Borderline Personality Disorder. NY: Guilford Press. ISBN 0-89862-034-1
- Linehan, M. M., H. E. Armstrong, A. Suarez, D. Allmon & H. L. Heard (1991). "Cognitive-behavioral treatment of chronically parasuicidal borderline patients." Archives of General Psychiatry, 48, 100-1064. Cited in Linehan (1993b)
- Linehan, M. M., & H. L. Heard (1993). "Impact of treatment accessibility on clinical course of parasuicidal patients." In reply to R.E. Hoffman [Letter to the editor]. Archives of General Psychiatry, 50, 157-158. Cited in Linehan (1993b)
- Linehan, M. M., H. L. Heard, & H. E. Armstrong (in press). "Naturalistic follow-up of a behavioral treatment for chronically suicidal borderline patients. Archives of General Psychiatry. Cited in Linehan (1993b)
- McMahan, David L.. The Making of Buddhist Modernism. Oxford University Press (2008. október 1.). ISBN 978-0-19-518327-6
- Ñanamoli Thera (trans.) (1993). Dhammacakkappavattana Sutta: Setting Rolling the Wheel of Truth ([SN 56.11). Available on-line at http://www.accesstoinsight.org/tipitaka/sn/sn56/sn56.011.nymo.html
- Thich Nhat Hanh (1998). Mindfulness and Psychotherapy (audio). Louisville, CO: Sounds True. ISBN 1-56455-632-8
- Nyanaponika Thera (1954, 1996). The Heart of Buddhist Meditation: A Handbook of Mental Training based on the Buddha's Way of Mindfulness. York Beach, ME: Samuel Weiser. ISBN 0-87728-073-8
- Nyanaponika Thera, Bhikkhu Bodhi (szerk.) & Erich Fromm (fwd.) (1986). Visions of Dhamma: Buddhist Writings of Nyanaponika Thera. York Beach, ME: Weiser Books. ISBN 0-87728-669-8
- Caroline Augusta Foley Rhys Davids ([1900], 2003). Buddhist Manual of Psychological Ethics, of the Fourth Century B.C., Being a Translation, now made for the First Time, from the Original Pāli, of the First Book of the Abhidhamma-Piṭaka, entitled Dhamma-Saṅgaṇi (Compendium of States or Phenomena). Whitefish, MT: Kessinger Publishing. ISBN 0-7661-4702-9. Internet Archive
- Rhys Davids, Caroline A. F. (1914). Buddhist Psychology: An Inquiry into the Analysis and Theory of Mind in Pali Literature, London: Bell and sons
- Rhys Davids, Caroline A. F. (1936). Birth of Indian Psychology and its Development in Buddhism
- Sato, Koji (1958). "Psychotherapeutic Implications of Zen" in Psychologia, An International Journal of Psychology in the Orient. Vol. I, No. 4 (1958). Cited in Fromm et al.. (1960)
- Schwartz, Tony (1996). What Really Matters: Searching for Wisdom in America. NY: Bantam Books. ISBN 0-553-37492-3
- Segal, Zindel V., J. Mark G. Williams, & John D. Teasdale (2002). Mindfulness-Based Cognitive Therapy for Depression: A New Approach to Preventing Relapse.NY: Guilford Press. ISBN 1-57230-706-4
- Daisetz Teitaro Suzuki & Carl Jung (fwd.) (1948, 1964, 1991). An Introduction to Zen Buddhism. NY: Grove Press. ISBN 0-8021-3055-0
- Suzuki, D.T. (1949, 1956). Zen Buddhism. NY: Doubleday Anchor Books. Cited in Ellis (1991) and Fromm (1960)
- Thanissaro Bhikkhu (2012). The Roots of Buddhist Romanticism
- Csögyam Trungpa (1975, 2001). Glimpses of Abhidharma: From a Seminar on Buddhist Psychology. Boston, MA: Shambhala Publications. ISBN 1-57062-764-9
- Francisco Varela (szerk.) (1997). Sleeping, Dreaming, and Dying: An Exploration of Consciousness with the Dalai Lama. Somerville, MA: Wisdom Publications. ISBN 0-86171-123-8
- Alan Watts (1959). The Way of Zen. NY: New American Library. Cited in Ellis (1991)
- Watts, Alan W. (1960). Nature, Man and Sex. NY: New American Library. Cited in Ellis (1991)
- Watts, Alan W. (1961, 1975). Psychotherapy East and West. NY: Random House. ISBN 0-394-71610-8
- Zajonc, Arthur (ed.) with Zara Houshmand (2004). The New Physics and Cosmology: Dialogues with the Dalai Lama. NY: Oxford University Press.ISBN 0-19-515994-2.

### Kapcsolódó szövegek
- Fryba, Mirko (1995). The Practice of Happiness: Exercises & Techniques for Developing Mindfulness, Wisdom, and Joy. Boston: Shambhala. ISBN 1-57062-123-3
- Zindel Segal, J. Mark G. Williams, & John D. Teasdale (2002). Mindfulness-Based Cognitive Therapy for Depression. NY: Guilford. ISBN 978-1-57230-706-3

## Külső hivatkozások
- Rowell Havens, Teresina (1964). "Mrs. Rhys Davids' Dialogue with Psychology (1893-1924)," in Philosophy East & West. V. 14 (1964) pp. 51–58, University of Hawaii Press.
- Sarunya Prasopchingchana & Dana Sugu, 'Distinctiveness of the Unseen Buddhist Identity' (International Journal of Humanistic Ideology, Cluj-Napoca, Romania, vol. 4, 2010)
- Burns, Douglas (undated). "Buddhist Meditation and Depth Psychology"
- "Buddhist Romanticism," – Thanissaro Bhikkhu (03/25/02)
- "Buddhist Romanticism Discussion," follow-up to Thanissaro Bhikkhu – Gil Fronsdal (04/01/02)
- Lorne Ladner, Positive Psychology & the Buddhist Path of Compassion
- Paul C. Cooper, Attention & Inattention in Zen and Psychoanalysis Archiválva 2013. augusztus 26-i dátummal a Wayback Machine-ben
- Ann Gleig, The Culture of Narcissism Revisited: Transformations of Narcissism in Contemporary Psychospirituality
- Jakob Håkansson, Az empátia jelenségének feltárása
- Linda A. Nockler, a spirituális és a pszichológus találkozása: leckék gyakorlóknak
- FREDRIK FALKENSTRÖM, Buddhista hozzájárulás a szelf pszichoanalitikus pszichológiájához
- Janice Priddy, Pszichoterápia és buddhizmus: kibontakozó párbeszéd. négy nemes igazság a buddhizmusban
- Bhante Kovida: An Inquiring Mind's Journey